# Retonfey
Retonfey é uma comuna francesa na região administrativa de Grande Leste, no departamento de Mosela. Estende-se por uma área de 9,77 km². Em 2010 a comuna tinha 1 401 habitantes (densidade: 143,4 hab./km²).

## Nome da comuna
O nome da vila viria certamente do nome «Rito», o nome galo-romano da primeira família que ali se instalou, e do latin Fagetum. O topónimo recebeu uma vasta quantidade de modificações:
- 1189 : Ritunfait

- 1190 : Retonfait

- 1201 : Ritunfait

- 1255 : Retonfeyt

- 1281 : Retonfays

- 1307 : Retonfayt

- 1404 : Artonfayt, Rettonfayt

- 1429 : Retonfeys

- 1481 : Rettonfay

- 1429 : Restonfeys

- 1535 : Artonfey

- 1544 : Artonfay Artonfai, Retonfay

- 1610 : Retenfay

- 1756 : Retonfaye.

- 1869 : Retonfey.

- Durante a ocupação: Raitenbuchen.

Por volta de 1500, Mangin Le Goullon foi governador e senhor de Retonfey.
Durante a guerra de 1870, as batalhas de Noisseville tiveram lugar a 31 de Agosto e 1 de Setembro de 1870.

## Personalidades ligadas à comuna
- Ernest Auricoste de Lazarque

- Léon Haut Burtin, le Grand Léon